# Praderas alpinas de Ghorat-Hazarajat
La ecorregión de praderas alpinas de Ghorat-Hazarajat (WWF ID: PA1004) cubre las altas elevaciones montañosas del centro de Afganistán y se extiende hacia el oeste desde la ciudad de Kabul situada en el punto más oriental de la ecorregión. La vegetación típica de la zona está formada por prados de espinos y pastizales alpinos. La región es el hogar de la salamandra de arroyo afgana (Afghanodon mustersi), en peligro crítico de extinción, que depende de las aguas frías de los arroyos altos de la ecorregión.

## Localización
La cadena montañosa Kuh-i-Baba es la extensión más occidental a través de Afganistán de las montañas Hindú Kush. Las elevaciones varían desde un mínimo de 1248 metros hasta un máximo de 4868 metros, con un promedio de 2970 metros. La ecorregión situada al norte son los bosques xéricos de Paropamisus (xérico significa vegetación adaptadas para la vida en un medio seco), y la ecorregión al sur son los bosques xéricos de las montañas centrales de Afganistán.

## Clima
El clima característico de la ecorregión es un clima continental húmedo: subtipo de verano cálido y seco (clasificación climática de Köppen Dsb), con grandes diferencias de temperatura estacionales y un verano cálido (ningún mes promedia más de 22 °C (71,6 °F), y al menos cuatro meses con un promedio de más de 10 °C (50,0 °F). El mes más seco entre abril y septiembre tiene menos de ⅓ de la precipitación del mes más lluvioso.

## Flora y fauna
La flora característica de la ecorregión se compone predominantemente de praderas de espinos y pastizales alpinos. El 72 % del suelo de la ecorregión está cubierta de vegetación herbácea o arbustiva; el resto está formado por terreno desnudo. El hábitat se considera vulnerable debido al pastoreo del ganado y al desvío de fuentes de agua.
En cuanto a la fauna, en la ecorregión se han registrado más de 190 especies de vertebrados. Sin embargo, sólo una es endémica: la salamandra de arroyo afgana (Afghanodon mustersi), en peligro de extinción, que puede tener un área de distribución de menos de 10 kilómetros cuadrados y contar con menos de 2000 individuos. Las aves de interés para la conservación presentes en la zona incluyen el casi amenazado buitre negro (Aegypius monachus), el en peligro de extinción alimoche común (Neophron percnopterus), la vulnerable paloma del Turquestán (Columba eversmanni) y el en peligro de extinción escribano de Jankowski (Emberiza jankowskii).

## Áreas protegidas
Menos del 1 % de la extensión de la ecorregión está oficialmente protegida.  La única aérea protegida que se encuentra en la región es el Parque nacional de Band-e Amir (Tayikistán)